# Список умерших в 1057 году
В этой статье представлен список известных людей, умерших в 1057 году.
См. также: Категория:Умершие в 1057 году

## Июль

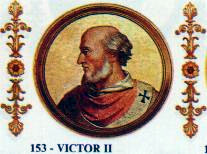
Виктор II

- 26 июля — Бруно II — граф Брауншвейга и маркграф Фрисландии с 1038 года. Убит в поединке.
- 28 июля — Виктор II — папа римский (1055—1057)

## Август

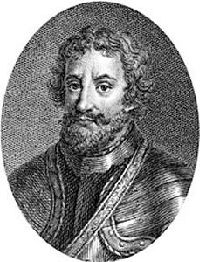
Макбет

- 15 августа — Макбет — мормэр Морея с 1032 года, король Шотландии с 1040 года.

## Сентябрь

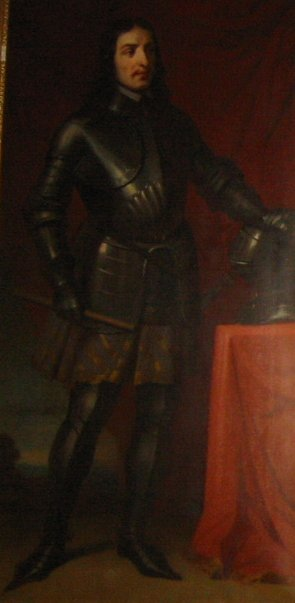
Рено I Бургундский

- 2 сентября — Дзётё — японский скульптор.
- 4 сентября — Рено I — граф Бургундии с 1027 года.
- 20 сентября — Амвросий II Бергамский — итальянский прелат, Ординарий епархии Бергамо.
- 28 сентября — Оттон III Белый — маркграф баварского Нордгау (1024—1031). герцог Швабии с 1048 года

## Ноябрь
- 7 ноября — Лотарь Удо I фон Штаде — граф Штаде (под именем Лотарь Удо II) (1036—1067), маркграф Северной марки (1056—1057).

## Дата неизвестна или требует уточнения
- Вячеслав Ярославич — князь смоленский с 1054 года.
- Ди Цин — генерал из империи Сун.
- Исаак ибн Йашуш — испанский грамматик.
- Леофрик — эрл Мерсии (1017?—1057)
- Абу-ль-Аля аль-Маарри — арабский поэт, философ и филолог, классик аскетической поэзии (зухдийят).
- Онфруа — граф Апулии с 1052 года
- Пандульф VI — князь Капуи с 1050 года.
- Ральф — последний эрл Херефорда с 1052 года
- Эдуард Изгнанник — сын англосаксонского короля Эдмунда Железнобокого и наследник престола Англии в середине XI века.
- Эстрид Датская — принцесса Датская, дочь Свена Вилобородого и Сигрид Гордой, сестра Кнуда Великого.